# Тврђава Купиник у Купинову
Тврђава Купиник у Купинову се налази доњем Срему поред села Купинова, која је подигнута крајем 13. или у првој половини 14. века као војно–гранично утврђење угарског краља. Представља непокретно културно добро као споменик културе од великог значаја.
Купиник је смештен на малом острву у мртваји реке Саве, познатој данас као Обедска бара. Грађен је од ломљеног камена споља обложеног опеком. Град је неправилне четвороугаоне основе (57x57 m), са истуреним округлим кулама на угловима. Улаз је био кроз пету кулу на североисточном бедему. Око бедема се налазио ров, највеће дубине од 3 m и ширине од 17 m на улазној страни. У граду су постојали стамбени објекти, али о њима се не зна ништа пошто археолошка ископавања нису вршена.
Први писани помен о Купинику су две повеље краља  Жигмунда из друге половине 14. века. Почетком 15. века град прелази у руке српских деспота. Због опасности од Турака утврђен је боље и савременије. Прерађују се поједини делови и целине тако да од утврђења за ратовање хладним оружјем постаје утврђење са топовским кулама (северном шестоугаоном, а источном осмоугаоном). Деспот Ђурађ Бранковић је своју дворску цркву посвећену Светом Луки саградио поред утврђења и повезао их мостом.